# Osadzanie warstw atomowych
Osadzanie warstw atomowych (ang. Atomic Layer Deposition, ALD) – metoda chemiczna służąca do uzyskiwania cienkich warstw o grubościach atomowych. ALD jest zmodyfikowaną wersją techniki CVD, w której oba wprowadzane prekursory nie mają ze sobą kontaktu w fazie gazowej, a jedynie na osadzanej powierzchni.

## Opis zjawiska
Układ eksperymentalny wykorzystywany w technice ALD jest podobny do tego używanego w CVD. Technikę ALD charakteryzuje sekwencyjność wprowadzanych prekursorów w fazie gazowej — kontakt między nimi jest ograniczony do powierzchni podłoża, na którym osadza się warstwa poprzez zastosowanie odpowiednio długiego czasu płukania gazem obojętnym. Zapewnia to wysoką jednorodność oraz czystość chemiczną cienkiego filmu, krytyczną dla zastosowań w przemyśle półprzewodnikowym. W ALD proces wzrostu warstwy jest samoograniczający, co związane jest z występowaniem ograniczonej liczby tzw. miejsc aktywnych (głównie grup wodorotlenowych) na powierzchni podłoża, które mogą chemicznie zaadsorbować molekułę. Krok płukania komory gazem obojętnym usuwa nadmiarowe cząsteczki zaadsorbowane fizycznie. Puls kolejnego prekursora tworzy pierwszą warstwę oczekiwanego związku, a kolejne powtórzenia procesu (tzw. cykle) powodują wzrost grubości konformalnej warstwy. ALD zwyczajowo stosowane jest do pokrywania cienką warstwą substratów stałych, natomiast po niewielkich modyfikacjach procesowych może zostać z powodzeniem zaadaptowane do infiltracji objętościowej materii miękkiej.

## Początki historyczne
Pojęcie epitaksji warstwy atomowej (ang. Atomic Layer Epitaxy) zostało po raz pierwszy użyte w 1974 roku przez Tuomo Suntolę. Opracował on protokół syntezy siarczku cynku z domieszką manganu, która jest pierwszym komercyjnie udokumentowanym wykorzystaniem techniki ALD do produkcji diody elektroluminescencyjnej. Historycznie wcześniej, bo w latach 60. XX wieku radzieccy uczeni Stanisław Kołcow i Walentyn Aleskowski zaproponowali teoretyczne podstawy "warstwowania molekularnego" (ang. Molecular Layering), które są tożsame z tymi stosowanymi dla ALD.

## Najważniejsze cechy metody

### Zalety
- samoograniczająca
- doskonale pokrywa warstwą o równej grubości chropowate substraty
- uzyskiwana warstwa o wysokiej czystości chemicznej
- doskonała kontrola grubości warstwy
- dobra odtwarzalność procesu

### Ograniczenia
- długi czas procesu
- drogi i skomplikowany układ procesowy
- wysoki koszt stosowanych prekursorów z racji na ich czystość chemiczną
- wielkość komory czynnikiem limitującym wydajność produkcyjną
- wymagana podwyższona temperatura procesu, w której większość materiałów organicznych może ulegać dekompozycji